# Hermannia natalensis
Hermannia natalensis är en kvalsterart som beskrevs av Wet 1993. Hermannia natalensis ingår i släktet Hermannia och familjen Hermanniidae. Inga underarter finns listade i Catalogue of Life.